# 카미유 (모네)
카미유(프랑스어: Camille) 또는 녹색 드레스를 입은 여인은 프랑스 화가 클로드 모네의 1866년 유화 작품이다.
모네의 연인이자 훗날 아내가 되는 카미유 동시외 (Camille Doncieux)가 녹색 드레스와 재킷을 입은 모습을 그린 초상화로, 1866년 파리 살롱에 출품되어 평론가들로부터 호평을 받았다. 현재 독일의 브레멘 미술관에 소장되어 있다.

## 설명
《카미유》는 실물 크기의 초상화로, 카미유 동시외가 모피로 장식된 검은색 재킷 위에 녹색과 검은색 줄무늬로 된 실크 드레스를 입은 모습이다. 에메랄드 그린으로 염색된 드레스는 검은색 세로줄로 당대 패션을 반영하고 있다. 여기에 노란색 가죽 장갑과 깃털로 장식된 짙은 색의 카포티 (Capote)를 장식으로 삼고 있다. 카미유의 헤어스타일은 목덜미에 검은색 리본으로 머리를 묶은 모습이며, 배경으로 진한 빨간색의 커튼이 드리워져 있다.
작품 구도 면에서는 인물의 움직임을 잘 전달하고 있는 것으로 평가된다. 드레스 자락은 가장자리가 잘려져 있어 좌측 방향으로의 움직임을 드러내고 있다. 스커트 주름은 생동감 있게 그려지고 있다. 머리는 약간 뒤로 돌려 잠깐 정지되어 있는 모습이다. 인물의 자세는 누군가가 불러서라기보다는 본인이 말하는 것에 집중한 듯한 모습이다. 이를 위해 시선을 아래로 내리고 있어 그림을 보는 이와 눈을 마주치지 않고 있다. 오른쪽 하단에는 '클로드 모네 1866년' (Claude Monet 1866)이라는 서명이 적혀 있다.
그림 속 조명은 특이한 모습으로 확산되어 그 광원이 불분명하다. 바닥에는 카미유 주변으로 반원형의 빛이 드러나 있으며, 얼굴과 손, 치마를 제대로 비추고 있다. 양초나 가스등 같이 인위적인 빛이 아니라 창문에서 들어오는 자연스러운 빛으로 짐작할 수 있다. 창문의 위치는 확신하기 어렵지만, 인물의 그림자가 오른쪽으로 드리워져 있기에 왼쪽과 앞쪽에 위치해 있을 것으로 보인다. 다만 그것을 감안하더라도 얼굴과 치마에 빛을 강조한 표현이 드러나 있다.

## 같이 보기
- 클로드 모네의 작품 목록

## 관련 문헌
- Hansen, Dorothee (2005). Monet und "Camille": Frauenportraits im Impressionismus. Ed. Dorothee Hansen and Wulf Herzogenrath. Exh. cat., Kunsthalle Bremen. Munich.